# علم الأحياء الدقيقة البيئي
علم الأحياء الدقيقة البيئي أو علم البيئة الجرثومية (بالإنجليزية: Environmental Microbiology أو Microbial ecology) هو دراسة تركيب وعلم تركيب الأعضاء الخاص بالمجتمعات الميكروبية في البيئة ونعني بالبيئة في هذه الحالة التربة والماء والهواء والرواسب التي تغطي كوكب الأرض ويمكن أيضا أن تشمل الحيوانات والنباتات التي تسكن هذه المناطق. يشمل علم الأحياء الدقيقة البيئي أيضا دراسة الكائنات الحية المجهرية التي تتواجد في البيئات الصناعية مثل المفاعلات الحيوية.
إن الحياة الميكروبية متنوعة بشكل مدهش فيما تغطي الكائنات المجهرية الكوكب بكل ما في الكلمة من معنى.
يحتوي غرام متوسط من التربة على مليار جرثومة (1,000,000,000) تقريبا تمثل ربما آلافا عديدة من الأنواع. للكائنات المجهرية تأثير خاص على كامل المحيط الحيوي حيث أنها تمثل العمود الفقري للأنظمة البيئية في المناطق التي لا يصل إليها الضوء. في مثل هذه المناطق، تكون بكتيريا البناء الكيميائي حاضرة لتزويد الطاقة والكربون للكائنات الحية الأخرى هناك. بعض الجراثيم تعمل كمحللات حيث تمتلك القدرة على إعادة تدوير المواد المغذية. للجراثيم دور خاص في الدورات الحيوية الأرضية الكيميائية؛ كما أن الجراثيم وخصوصا البكتيريا ذات أهمية عظمى بسبب علاقة التعايش (سلبية كانت أم إيجابية) ولها تأثير خاص على النظام البيئي.
تستخدم الكائنات الحية المجهرية في عملية التحلل الحيوي الميكروبي في الوضع الطبيعي أو المعالجة الحيوية للنفايات المنزلية والزراعية والصناعية و تلوث الأسطح الفرعية في الترب والبيئات الراسبية والبحرية. تعتمد قدرة كل كائن مجهري على تحليل المخلّفات السامة على طبيعة كل نوع من التلوث. بما أن معظم المواقع تمتلك أنواعا متعددة من الملوثات عادة، فإن معظم الطرق الفعالة في عملية التحلل الحيوي الميكروبي هي استخدام خليط من الأنواع والفصائل البكتيرية بحيث يكون كل منها مخصصا للتحلل الحيوي الخاص بنوع أو أكثر من الملوثات. من الضروري مراقبة تركيب البكتيريا الأصلية والمضافة بغرض تقييم مستوى النشاط وإجازة تعديلات المواد المغذية وظروف تحسين عملية المعالجة الحيوية.

## تحلل النفط الحيوي
يعتبر الزيت النفطي ساما ويسبب تلوث البيئة بالزيت مخاوف بيئية رئيسية. من الصعب احتواء انسكابات الزيت في المناطق الساحلية والبحار المفتوحة وتخفيف أثرها ولكن يمكن الحد من الكثير من الزيت عن طريق نشاطات المجتمعات الميكروبية التحليلية الهيدروكربونية وخصوصا بكتيريا الهيدروكربونوكلاستيك (HCB). يمكن أن تساعد الكائنات الحية في علاج الضرر البيئي الذي يسببه التلوث النفطي في البيئات البحرية وتمتلكHCB تطبيقات تكنولوجيا حيوية محتملة في مجالات البلاستيك الحيوي والحفز الحيوي.

## المعالجة الحيوية للنفايات
المعالجة الحيوية للنفايات هي عملية معالجة النفايات باستخدام الكائنات الحية كما أنها بديل صديق للبيئة عن الخيارات الأخرى لمعالجة هذه المواد. صممت المفاعلات الحيوية للتغلب على العوامل المحددة المختلفة لعمليات المعالجة الحيوية الخاصة بنظم الرقابة الشديدة. يسمح هذا التفنن في تصميم المفاعلات الحيوية بمعالجة مجموعة واسعة من النفايات تحت ظروف محسّنة ومن الضروري الأخذ في الاعتبار أن كائنات مجهرية مختلفة وعددا كبيرا من التحليلات غالبا ما تكون مطلوبة.

### معالجة المياه العادمة
تسخّر معالجة المياة العادمة باتجاه هدف واحد وهو تنظيف المياه. تقوم التطبيقات الحديثة للتقنيات الجزيئية بالكشف عن تركيب وهندسة الميكروب للمجتمعات المعقدة المتعلقة بعمليات المعالجة. من الملاحظ أن عمليات معالجة المياه العادمة تؤوي تشكيلة عريضة من الكائنات المجهرية التي يكون معظمها لم يستنبت بعد ولذلك لا يمكن تمييزها. استخدمت التكنولوجيا الما وراء جينومية لدراسة تنويع وتركيب ووظائف المجتمعات الميكروبية في عمليات النترجة (nitrifying) وعمليات أكسدة أمونيا اللا هوائية وتخمير الميثان.

## جينوميات البكتيريا الزرقاء البيئية
أدى تطبيق علم الأحياء الجزيئي وعلم الجينوم على علم الأحياء البيئة الجيني إلى اكتشاف تعقيد هائل في جماعات الميكروبات الطبيعية. إن المسح المتنوع للتجمعات الطبيعية والبصمات المجتمعية والاستجواب الوظيفي الخاص بها أصبح شائعا وتم تمكينه عن طريق مجموعة من التقنيات الجزيئية والتقنيات المعلوماتية الحيوية. غطت الدراسات الحديثة في علم البيئة الخاص بالبكتيريا الزرقاء بيئات متعددة وأظهرت أن مجتمعات البكتيريا الزرقاء تميل لأن تكون محددة الموئل بحيث أن كثيرا من التنوع الجيني يتم إخفاؤه بين الأنواع البسيطة مورفولوجياً. لقد اجتمعت التقنيات الجزيئية والمعلوماتية الحيوية والفسيولوجية والحيوية الأرضية الكيميائية في دراسة المجتمعات الطبيعية لهذه البكتيريا.

## البكتيريا الزرقاء
البكتيريا الزرقاء هي مجموعة متنوعة من البكتيريا موجبة الغرام المتواجدة في مدى من المواقع البيئية المختلفة مثل التربة والخضروات ومياه المجاري والجلد ولطخات الجلد. بعضها مثل الوتدية الخناقية هي مسببات مرضية بينما الأخرى مثل بكتيريا Corynebacterium glutamicum هي ذات أهمية صناعية هائلة. C. glutamicum هي واحدة من أنواع البكتيريا ذات الأهمية في التقنية الحيوية بإنتاج سنوي لأكثر من طُنين من أحماض الأمينو ومركب الغلوتامات الميسر ومركب ال لايسين.

## الفيلقيات
إن الفيلقيات شائعة في بيئات عديدة وتتضمن 50 فصيلة و70 مصلية محددة. عموما توجد الفيلقيات في البيئة المائية حيث تكون قدرتها على الحياة والتضاعف داخل كائنات أولية تجهز البكتيريا لتكون قابلة للانتقال وممرضة للبشر.

## العتائق
اعتقد أولا ذات مرة أن العتائق هي مُحِبّات تطرّف (بالإنجليزية: Extremophiles) تتواجد فقط في بيئات عدائية ولكنها اكتشفت منذ ذلك الحين في كل البيئات ويمكن أن تساهم إلى حد يصل إلى 20 بالمئة من الكتلة العضوية الكلية. إن العتائق منتشرة خصوصا في المحيطات والعتائق في العوالق (بالإنجليزية: Plankton) قد تكون واحدة من مجموعات الكائنات الحية الوافرة على الكوكب. تنقسم العتائق إلى 4 فروع حيث تمت دراسة نوعين منها وهما مملكة Crenarchaeota ومملكة Euryarchaeota بشكل أكثر تركيزا.

## البكتيريا المُلبِّنة
توجد فصائل البكتيريا المُلبِّنة في البيئة مترافقة بشكل رئيسي مع مواد النبات. ويمكن أن توجد أيضا في الجهاز المعوي للبشر حيث تكون تعايشية وتصنع جزءا من البكتيريا المعوية.

## الرشاشة الفطرية
بويغات الرشاشة الفطرية هي مكونات شائعة للبخاخّات حيث يمكن أن تنتقل على تيارات الهواء ناشرة نفسها على مسافات طويلة وقصيرة اعتمادا على الظروف البيئية. عندما تتلامس البويغات مع سطح صلب أو سائل فإنها تترسب وإذا ما كانت ظروف الرطوبة ملائمة فإنها تتبرعم. تعني القدرة على التشتت عالميا في تيارات الهواء والنمو في $1 أي مكان تقريبا حين توفر الغذاء والماء بأن التواجد في كل مكان هي ضمن الصفات الشائعة التي تستخدم لوصف هذه القوالب.

## الريزوبيا
إن تثبيت النيتروجين التعايشي هو عملية تبادلية بحيث تستقر البكتيريا داخل النباتات وتختزل النيتروجين الجوي إلى أمونيا. يمكن أن تستخدم النباتات هذه الأمونيا لتركيب البروتينات والمركبات الأخرى التي تحتوي النيتروجين مثل الأحماض النووية. إن بكتيريا التربة موجبة الغرام والتي تنشر هذه العملية تتم الإشارة إليها بشكل جماعي باسم الريزوبيا (بالإنجليزية: Rhizobi) (مشتقة من الكلمات اليونانية Riza بمعنى أصل وBios بمعنى حياة). إن عملية تثبيت النيتروجين التعايشي هي ذات أهمية زراعية وبيئية بسبب أن النباتات التي تستطيع تثبيت النيتروجين التعايشي لا تحتاج إلى التنافس من أجل الحصول على كميات محدودة من نيتروجين التربة ولا تستلزم مخصبات نيتروجينية غالية الثمن والتي قد تكون ضارة بالبيئة.

## الطحالب المجهرية
تعتبر الطحالب مجموعة متنوعة للغاية من الطلائعيات وتتراوح من الكائنات البسيطة وحيدة الخلية وحتى الكيانات متعددة الخلايا مع مجال من الأنسجة المتمايزة والأعضاء المنفصلة. توجد الطحالب ضمن أنظمة بيئية مائية متنوعة وتلعب أدوارا مهمة عن طريق توفير الكربون والطاقة وتزويد الموطن لأعضاء آخرين في المجتمعات البيئية. تسبب بعض الطحالب مشاكل صحية وبيئية ملحوظة وتوجد 3 مجموعات من الطحالب وهي الطحالب النارية (Dinoflagellates) والدياتومات diatoms وhaptophytes  أما شعبها الرئيسية الثلاث فهي. الطحالب الخضراء (chlorophyta) والحمراء (rhodophyta) والبنية (phaeophyta).

## الكائنات الأولية اللاهوائية
اللجفاوات هي عبارة عن مجموعة من السوطيات المفتقرة للمايتوكوندريا وثنائية الأنوية الموجودة في البيئات اللاهوائية أو الدقية الهواء (أي ذات الألفة القليلة للهواء). ركزت معظم الدراسات الخاصة باللجفاوات على الجياردية المعوية والتي هي سبب رئيسي للأمراض المعوية المنقولة عن طريق الماء في البشر والحيوانات الأخرى. إن أول اللجفاوات التي تمت سلسَلَة الجينوم الخاص بها كانت عزل الجياردية و11.7 مليون زوج قاعدي للجينوم وضغطها في التركيب والمحتوى من خلال أيض وآليات خليوية أساسية مبسطة.

## علم الأحياء الدقيقة المائي
يعتبر التموين الكافي من الماء الآمن للشرب أحد الشروط الرئيسية لحياة صحية، ولكن الأمراض المنقولة عن طريق المياه ما تزال سببا رئيسيا للوفاة في أجزاء عدة من العالم وخصوصا في الأطفال الصغار والمسنين أو هؤلاء الذين يعانون من أنظمة مناعية ضعيفة. بما أن علم أوبئة الأمراض التي ينقلها الماء هو علم متغير، فهناك قلق بخصوص الصحة العامة يزداد على مستوى العالم فيما يخص الأمراض المعدية الجديدة والتي تعود لتظهر من جديد والتي تحدث من خلال تفاعل معقد مع العوامل الاجتماعية والاقتصادية والتطورية والبيئية. إن الاكتشاف السريع والدقيق والحساس لمسببات الأمراض المنقولة عن طريق الماء هو تحد مهم. في الوقت الحاضر فإن الاختبارات الميكروبية تستند بشكل أساسي على طرق الاستنبات التي تستغرق وقتا. وعلى $1أي حال فإن الطرق الجينية والمناعية والإنزيمية تم تطويرها للحلول محل و-أو دعم الطرق الكلاسيكية للكشف الميكروبي. علاوة على ذلك فإن الإبداعات في تقنية النانو وعلومه لها أثر هام في التشخيص الأحيائي حيث أن عددا من الاختبارات المعتمدة على جزيئات متناهية الصغر والأجهزة النانوية قد تم تقديمها بهدف الاكتشاف الجزيئي الأحيائي.
إن التقنيات الجزيئية التي تعتمد على الجينوميات والبروتيوميات (Proteomics) وعلم النسخ (transcriptomics) تكبر بسرعة كلما توفرت سلاسل الجينوم الميكروبية الكاملة والتطورات التي تحدث في تكنولوجيا التسلسل والكيمياء الحيوية التحليلية وعلم الموائع الدقيق وتحليل البيانات. بينما تتبنى الصناعات الغذائية والسريرية هذه التقنيات باضطراد يبدو أن هناك تحديات كبيرة في اكتشاف الميكروبات المتعلقة بالصحة في مياه الشرب الطبيعية والمعالَجَة. ويرجع هذا جزئيا للكثافة المنخفضة لمسببات الأمراض في الماء ولزوم معالجة بارزة لنماذج كبيرة في الحجم منه. من الاستعراض الواسع للتقنيات الجزيئية المتاحة، فإن بعضها يجد له مكانا في صناعة المياه: تحليل PCR الكمي واكتشاف البروتين والطرق المناعية وتقنية المنتج الحلقي ذي الحرارة الواحدة LAMP) Loop-Mediated Isothermal Amplification) والمصفوفات الميكروية.

## الآليات الحسية
طورت البكتيريا قدرات على تنظيم مظاهر سلوكها (مثل تعبير الجين) كاستجابة للإشارات في البيئة الداخل والخارج خلوية. يطلق تفاعل الإشارة مع المستقبل (والذي عادة ما يكون بروتينا أو جزيء رنا) سلسلة من الأحداث التي تؤدي إلى إعادة برمجة علم وظائف الأعضاء الخليوي ويحدث ذلك بشكل نموذجي كنتيجة للأنماط المعدّلة من التعبير الجيني. وباستخدام هذه الطريقة فإن الخلية البكتيرية تكون قادرة على تصعيد استجابات ملائمة وفعالة للبيئات التي تتغير فيزيائيا أو-وكيميائيا.
إن التفنن الذي تتكيف بواسطته بكتيريا عديدة مع التغير البيئي يشكّل أساسا لمظاهر مهمة لعلم الأحياء الدقيقة. على سبيل المثال، تصادف الممرضات بيئات متعددة كلما قامت بغزو عائل من الخارج ومن ثم تتطور عبر مواقع مختلفة داخل أنسجة العائل. هناك أدلة متزايدة على أن الممرضات البكتيرية تحدث نماذج فيزيائية وكيميائية لتشير إلى وجودها في عائل مناسب وتحتاج إلى التكيف مع بيئة العائل بغرض تصعيد عدوى ناجحة. من جهة أخرى، فلا يجب أن نفترض بأن جميع الإشارات التي يجب أن تستجيب لها البكتيريا تنشأ أصلا في البيئة خارج الخليوية. بالنسبة لفصائل عديدة، فإن الحياة المدللة في المختبر في قارورة مهزوزة تعتبر مرهقة وذلك على اعتبار أن هناك غالبا حاجة إلى تجنب أو عكس تأثير التوسطات المضرة أو عن طريق منتجات الأيض. على سبيل المثال فإن كل الكائنات التي تستخدم ثنائي الأكسجين (Dioxygen) كمتقبّل إلكتروني نهائي terminal electron acceptor يجب أن تتعامل مع فصائل متفاعلة مع الأكسجين والتي تظهر كمنتجات أيض هوائية عرضية. تم وصف مستقبلات البروتين المتعددة لأشقاق (جذور) الأكسجين في البكتيريا، والتي تتحكم بتعبير الجينات المرمّزة للإنزيمات والتي تزيل سميّة أشقاق الأكسجين أو ترمم الضرر الذي تسببه.

## أنظر أيضاً
- فطريات الجذور الخارجية